# ماه جهانی اطلاع‌‌رسانی درباره سرطان پستان

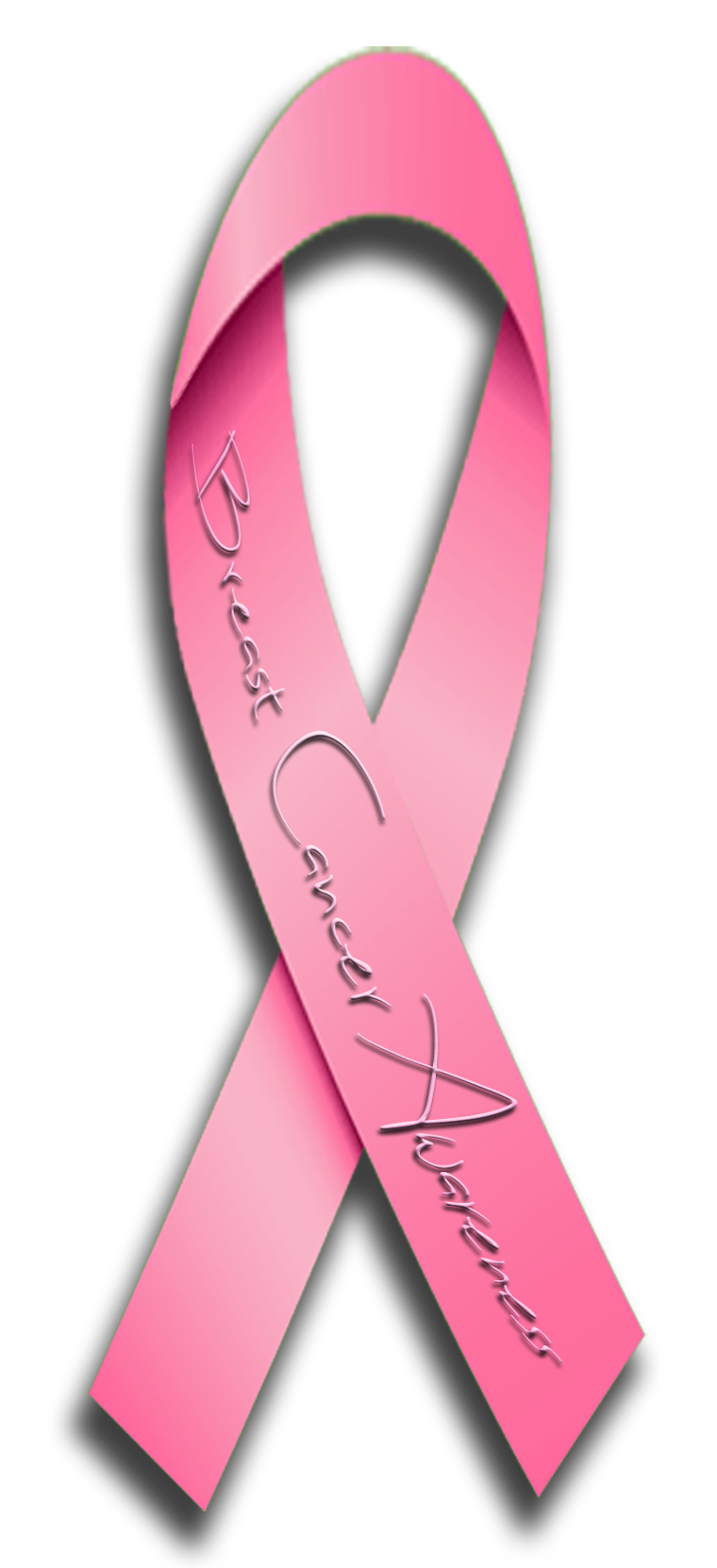
روبان صورتی، نماد بین‌المللی آگاهی‌بخش دربارهٔ سرطان سینه

ماه جهانی اطلاع‌‌رسانی درباره سرطان پستان (به انگلیسی: Breast Cancer Awareness Month) نام یک کمپین جهانی در سراسر ماه اکتبر در گاه‌شماری میلادی است. این تاریخ مصادف با نهم مهرماه تا نهم آبان‌ماه در گاه‌شماری جلالی است. سرطان سینه شایع‌ترین سرطان در میان زنان است.
هدف از این کمپین، افزایش آگاهی عمومی نسبت به سرطان پستان، تشویق به انجام غربالگری‌ها و معاینات زودهنگام برای تشخیص زودرس، و حمایت از افراد مبتلا به این بیماری است. در این ماه، سازمان‌های بهداشتی و سازمان‌ها مردم‌نهاد مراسم و یا رویدادهایی را برای جمع‌آوری کمک‌های مالی و آگاه‌سازی برگزار می‌کنند تا تحقیقات و درمان‌های مؤثرتری برای مقابله با سرطان سینه فراهم شود.